# Гамбург-Нойланд
Нойланд (нім. Neuland) — частина району Гарбург вільного та ганзейського міста Гамбург. Розташована на сході району нижче річки Ельба. У 2016 році населення становило понад 1500 осіб.

## Історія
Нойланд було створено в кінці XIII століття шляхом вирощування родючої берегової зони Ельби з її зонами затоплення. До 1937 року Нойланд входив до складу Пруссії. У 1937 році, за часів нацистської Німеччини, він разом з іншими муніципалітетами округу стал частиною вільного та ганзейського міста Гамбурга через «Закон про Великий Гамбург» (нім. Groß-Hamburg-Gesetz).